# Dojo-ji engi emaki

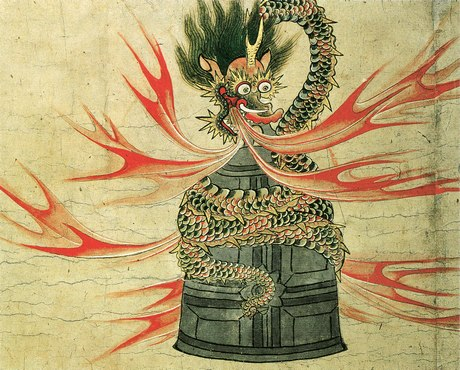
Afbeelding uit de Dōjō-ji Engi Emaki

De Dōjō-ji Engi Emaki (Japans: 道成寺縁起絵巻) zijn twee Japanse beeldrollen uit de Muromachiperiode. Ze beschrijven de legende van een vrouw die door lust en passie gedreven werd en hierdoor slachtoffer werd van haar eigen zwakheid. Gedreven door die gevoelens was zij er enkel op uit de goede boeddhistische monnik Anchin, die voor haar onder een tempelbel schuilde, te vernietigen. De moraal van het verhaal is dat boeddhistische monniken vrouwen moeten mijden. Het is ook een verhaal over seksuele obsessie, waar men uit gered kan worden door het volgen van de boeddhistische leer.
De Dojo-ji is een boeddhistische Tendai-tempel in Hidakagawa, oorspronkelijk uit 701. Emaki zijn complexe verhalen die worden verteld door middel van illustraties en tekst die op een rol gedrukt zijn.

## Verhaal
Ongeveer 230 jaar na de bouw van de tempel ontstond het verhaal over een vrouw die een monnik van de tempel vermoordt tijdens diens bedevaart. Het incident werd voor het eerst neergeschreven in de elfde eeuw en werd in de vijftiende eeuw herschreven en geïllustreerd met prenten. Sindsdien is deze legende een van de bekendste volksverhalen in Japan.
Het originele verhaal van de Dojo-ji Engi Emaki begint met twee monniken: een mooie, jonge monnik, Anchin, en een oudere monnik. Tijdens hun reis op zoek naar spirituele reinheid bleven ze overnachten bij de weduwe Kiyohime, die passionele gevoelens koesterde voor de jonge monnik. 's Nachts trachtte ze hem te verleiden door zijn kamer binnen te glippen, maar de jonge onervaren monnik wist niet hoe hij hierop moest reageren. Als boeddhist kon hij geen seks met haar hebben, maar hij beloofde haar dat hij na zijn pelgrimstocht zou terugkeren. Dit was een leugen, want op de terugweg omzeilde hij haar door een andere route te nemen.
De jonge vrouw zou volgens de legende gestorven zijn aan verdriet, maar haar lichaam veranderde in een slang die uit was op wraak jegens de monnik. Anchin realiseerde zich dat hij gevaar liep en verstopte zich onder een tempelbel. De slang ontdekte hem daar, draaide haar lichaam om de bel en sloeg met het uiteinde van haar staart op de bel. De bel vatte vlam en ook al trachtten de oudere monniken Anchin te redden, het enige dat ze vonden waren zijn verkoolde lichaamsdelen.
Na verloop van tijd zou volgens de legende de jonge monnik Anchin ook, door zijn eigen schuld, veranderd zijn in een slang. Die nacht verscheen hij in een droom van de hoofdpriester. Anchin was herboren als een slang en bovendien ook de echtgenoot geworden van de demonische vrouw, maar smeekte de hoofdpriester de Lotussoetra te hanteren om hen beiden te verlossen van hun pijn. Na dit gebed verschenen de monnik en de vrouw bij de hoofdpriester om hem te bedanken voor diens daden, want dankzij de Lotussoetra waren ze herboren in een gescheiden hemel (ze konden herboren worden als man en vrouw en het slechte was veranderd in het goede). Het originele verhaal werd in de Muromachiperiode gepopulariseerd.

## Oorsprong
De Dojo-ji Engi Emaki maakt deel uit van de Japanse folklore en legenden. De eerste neergeschreven versie dateert uit de elfde en twaalfde eeuw. Enerzijds in de Konjaku Monogatari, een verzameling van didactische verhalen, onder andere over boeddhistische priesters en hun nalatig gedrag in hun spirituele zoektocht. Anderzijds in de Hokkegenki, een genre voor het beschrijven van de beoefening van de boeddhistische religiositeit tijdens de Heianperiode.
Het Japans cultureel erfgoed bevat een zeer grote mondelinge traditie van verhalen die op verschillende manieren interpreteerbaar zijn. De Dojo-ji Engi Emaki is geen uitzondering. Deze legende toont hoe de Japanse cultuur volgens het Japans boeddhisme moet worden geïnterpreteerd.

## Dojo tempel
Volgens de mondelinge overlevering zou Fujiwara no Miyako voor de bouw van de Dojotempel gezorgd hebben. Zij was de eerste vrouw van keizer Monmu en de moeder van keizer Shomu.

## Moraal
In feite is deze legende een waarschuwing voor jonge boeddhisten, zodat zij zich houden aan het celibatair leven. Op het einde van het verhaal wordt deze waarschuwing duidelijk aangegeven: "U ziet dan ook de kracht van het kwaad in het vrouwelijke hart. Het is om die reden dat Boeddha ten strengste het benaderen van vrouwen verbiedt. Weet dit en mijd ze."
Het idee van de onbetrouwbare en oncontroleerbare vrouw neemt een vaste plaats in in de boeddhistische visie over seksuele frustratie, woede en afwijzing. De transformatie van een vrouw in een slang wordt meermaals gebruikt in boeddhistische verhalen.

## No-theater
Het verhaal van de Dojo-ji is een van de meest geliefde en gespeelde onderwerpen in het No-spel. Het verhaal zit vol paradoxen. Enerzijds is er de sterke en pure mannelijke spirituele kracht die de verleiding van de vrouw wil weerstaan. De vrouw wordt afgebeeld als een demonisch, dierlijk en onbetrouwbaar wezen. Die vrouw koestert wraakgevoelens jegens het verraad van de man. In het No-theater is altijd een priester aanwezig zijn die de vrouw wil bevrijden van die lustgevoelens. Het heeft echter een aantal verschillen met de originele legende. In de legende bereikte zowel de vrouw als de monnik op het einde de verlossing door herboren te worden in gescheiden hemels, maar in de theaterversie eindigt het verhaal heel anders. De slang toont de wil om te ontsnappen van haar eigen zwakheid en zonden, maar door haar oorspronkelijke aard slaagde ze er niet in zich los te trekken van haar lot. Ze ontsnapt en springt in de diepte van de Hidakarivier om zich te verbergen.
De legende is een moeilijke performance door twee uitvoeringstechnieken: ranboshi (ritmische dansscène) en kaneiri (scène van de verborgen monnik onder de bel). Op deze manier krijgt het verhaal een heel andere betekenis. Het volgen van de leer van Boeddha geeft volgens het boeddhisme de kracht om het slechte in het goede te veranderen, maar in deze populaire cultuurvorm werd de afloop van het verhaal symbolisch negatief gemaakt. Niet alleen om de aard van de vrouw te tonen, maar ook het gevaar dat verleiding met zich mee brengt.

## Invloed op de Japanse middeleeuwse maatschappij
De vrouw wordt afgeschilderd als een lustobject en de belichaming van zowel de vrouwelijke verleiding als de mannelijke fallus. De diepere betekenis zit in de problematiek van de kuisheid bij monniken en de algehele angst voor een vrouw en haar vermeende demonische en onzuivere aard. In feite is het een reflectie op het menselijke lichaam. Bovendien toont het aan welke maatschappelijke rol een vrouw had in de boeddhistische leer, of in de bredere context de Japanse maatschappij, en in welke mate die rol al dan niet veranderde. Het weerspiegelde immers een verandering in de denkwijze over gender. Een te westerse benadering doet echter afbreuk aan het verhaal door haar herkomst uit een heel andere cultuur. Tijdens de Muromachi-periode beleefde Japan een heel nieuwe cultuurvorm. Cultuur was niet langer een monopolie van de hoge klasse en de kloosters, maar evolueerde dankzij een zekere democratisering en regionalisering ervan. Dat impliceerde dat niet-aristocratische klassen de voornaamste voortbrengers van de cultuur werden.
Het was dan ook niet zo vreemd dat vrouwen negatief werden afgeschreven. Ze zijn van nature uit biologisch en psychologisch gedetermineerde slachtoffers van hun eigen zwakheid, wat het voor hen onmogelijk maakt om zich los te maken van hun lust. Daarom zijn zij het kwaad en als het ware een obstakel voor een man die spiritueel wilde groeien in zijn "zijn". Dat was de hoofdreden dat ze werden uitgesloten van boeddhistische verlichting. De mondelinge traditie van de vrouwelijke transformatie in een slang nam een vaste plaats in in de conceptie van geslacht bij de boeddhistische leer, maar de reden dat de vrouw een nefaste reputatie kreeg is zeer interessant. De demonische vrouw en haar transformatie in een slang symboliseerde de fallus. In een patriarchale maatschappij betekende dit dat de "man-geworden-vrouw" een enorme macht verworven had. Een vrouw die aldus een onbeheersbare kracht had was een gevaar en moest gemeden worden, want machtige vrouwen waren een gevaar. Vrouwen hebben altijd een dubieuze rol gespeeld in het boeddhisme. Er werd immers van uitgegaan dat enkel mannen verlichting konden bereiken.
Ondanks de moraliserende aard van de legende wordt het duidelijk dat de vrouwelijke rol in een boeddhistische wereldvisie een bijna "mannelijke transformatie" krijgt toegekend. Wanneer vrouwen niet meer de belemmering van het vrouwelijke lichaam hebben, konden zij als man wel verlichting bereiken. In de legende krijgt de slang op het einde ook verlichting, maar alleen omdat zij als man werd beschouwd.
Deze dubieuze houding tegenover een vrouw werd al vaak onderzocht. Blijkbaar duidde het angst voor almachtige moederfiguren en hun relatie met zonen aan. Bij jongens zou de fantasie aanwezig geweest zijn dat de moeder een symbool was voor een obstakel voor hun eigen identiteit als jongvolwassene. Een freudiaanse visie stelt dat jongens ooit een leeftijd bereiken waar ze beseffen dat hun moeder geen penis heeft. De symboliek van geslacht speelde een grote rol, dus toen bleek dat een vrouw geen penis had, werden jongens bewust van de "vrouwelijke castratie". Dat besef ging gepaard met de visie van de vrouwelijke rol in een patriarchale maatschappij en verklaard het algemene boeddhistische geloof in de uitsluiting van een vrouw.
Als tegenhanger van de elitaire hofliteratuur was dit een meer volksverhaal. De reden voor de populariteit van zulke verhalen kan verklaard worden door de stijging van de populariteit van de Tendai-school. Deze invloed is goed merkbaar door de boeddhistische inslag van de legenden.

## Relatie Lotussoetra
De Dojo-ji is een tempel van de Tendai-school en de Lotussoetra is het belangrijkste religieus document van deze stroming. In de legende wordt verwezen naar de kracht van de Lotussoetra, door aan te geven dat zowel Anchin als de slang verlost werden van hun pijn dankzij het reciteren uit deze soetra. Dat beiden een individuele verlossing krijgen, heeft te maken met de boeddhistische overtuiging dat een 'gelovig leven' een innerlijke levensstaat van absoluut geluk en vrijheid van angst en illusies kan geven. Ofwel: dankzij de Lotussoetra kan iemand verlost worden van het "kwade".